# Mostra de Venise 1935
La Mostra de Venise 1935 — ou la 3e édition de la Mostra de Venise ou encore la 3e édition du Festival international du film de Venise (en italien : 3ª edizione della Mostra internazionale d'arte cinematografica) — est un festival de cinéma international qui s'est tenu à Venise en Italie du 10 août au 1er septembre 1935.

## Jury
- Giuseppe Volpi di Misurata (président, Italie), Charles Delac (France), Ryszard Ordyński (Pologne), Fritz Scheuermann (Allemagne), Luis Villani (Hongrie), Luigi Freddi (Italie), Antonio Maraini (Italie), Filippo Sacchi (Italie), Ottavio Croze (Italie), Raffaele Calzini (Italie), Gino Damerini (Italie), Giovanni Dettori (Italie), Eugenio Giovannetti (Italie), Mario Gromo (Italie), Giacomo Paolucci de Calboli (Italie), Elio Zorzi (Italie).

## Palmarès
- Coupe Mussolini du meilleur film étranger: Anna Karenine (Anna Karenina) de Clarence Brown
- Coupe Mussolini du meilleur film italien : Casta diva de Carmine Gallone
- Coupe Volpi de la meilleure interprétation masculine : Pierre Blanchar pour Crime et Châtiment de Pierre Chenal
- Coupe Volpi de la meilleure interprétation féminine : Paula Wessely pour Episode de Walter Reisch
- Prix de la meilleure réalisation : King Vidor pour Soir de noces (The Wedding Night)
- Meilleure photographie : Josef von Sternberg et Lucien Ballard pour La Femme et le pantin (The Devil Is a Woman) de Josef von Sternberg